# Odna (muziek)
Odna ("Alleen") is de titel van de filmmuziek die Dmitri Sjostakovitsj componeerde voor de Russische gelijknamige film. Het was na New Babylon de tweede film van Grigori Kozintsev waarvoor hij muziek componeerde. Op cultureel gebied begon het Sovjet-regime de teugels aan te halen en men kon het niet meer maken al te avant-gardistisch te werk te gaan; dat leverde zonder meer een ban op.
De film die op 10 oktober 1931 in première ging in Leningrad bleek een succes; hij werd een aantal jaren achter elkaar gedraaid, maar verdween bij de antisemitische jaren onder Stalin in de la. In de Tweede Wereldoorlog werden delen van de film en muziek vernietigd en men heeft jaren gezocht naar een volledig manuscript van de muziek. In 2003 vond een volledige reconstructie plaats onder leiding van Mark Fitz-Gerald. Bij die reconstructie kwam ook muziek boven tafel, die wel gecomponeerd is maar uiteindelijk weggelaten werd. De première van deze gereconstrueerde versie was op 12 april in 2003 in 's-Hertogenbosch.

## Compositie
De muziek is geschreven voor sopraan, tenor, koor, theremin, accordeon en orkest. Het laat een mengeling horen van vaudevillemuziek en kamermuziek, terwijl er toch een volledig symfonieorkest aan het werk is. De componist gebruikte het instrumentarium van het orkest zeer spaarzaam, hetgeen een desolate indruk achterlaat. Dat jij vreemde muziekinstrumenten daarbij niet schuwde is te horen aan soli voor contrafagot en de eerdergenoemde net uitgevonden theremin. De ijlklinkende theremin verbeeldt de sneeuwstorm; de contrafagot de lijzige Sovjet-afgezant. Het fragmentarische bewees later zijn nut. Delen van de muziek zijn terug te vinden in andere werken of vormen daarvoor de basis. De muziek uit de latere delen werd bijvoorbeeld hergebruikt in zijn ballet Bolt. Een solo-hobo tegenover zachte begeleiding lijkt een voorloper te zijn van de lange fagotsolo in zijn negende symfonie. De meest opvallende gelijkenis zit hem de percussie. Het tikken op het houtblok heeft veel weg van het slot van zijn vijftiende symfonie, die nog steeds als mysterieus te boek staat. In dat fragment zit ook een accent is het koper, net zoals in zijn vijftiende.
Tot slot heeft de componist een fragment van boventoonzang toegevoegd om de plaatselijke bevolking van het Altajgebergte weer te geven.

## Delen
- Ouverture
- Kuzmina in Leningrad
- Kuzmina schrijft zich in als lerares; haar besluit en problemen;
- Kuzmina arriveert alleen in de Altaj; (met de boventoonzang; ontbreekt op Capriccio-versie)
- Kuzmina begint met lesgeven;
- Kuzmina geeft les in de open lucht, terwijl schapen worden gehoed;
- Moordaanslag op Kuzmina door haar alleen te laten in een sneeuwstorm (met thereminsolo)
- Redding van Kuzmina (drie tuba's spelen het vliegtuig).

## Discografie
- Uitgave Naxos: Frankfurt Radiosymfonieorkest o.l.v. Mark Fitz-Gerald (opname 2008)
- Uitgave Capriccio; Deutsches Symphonie-Orchester Berlin o.l.v. Michail Jurowski (opname 1998)